# Willy Vobach

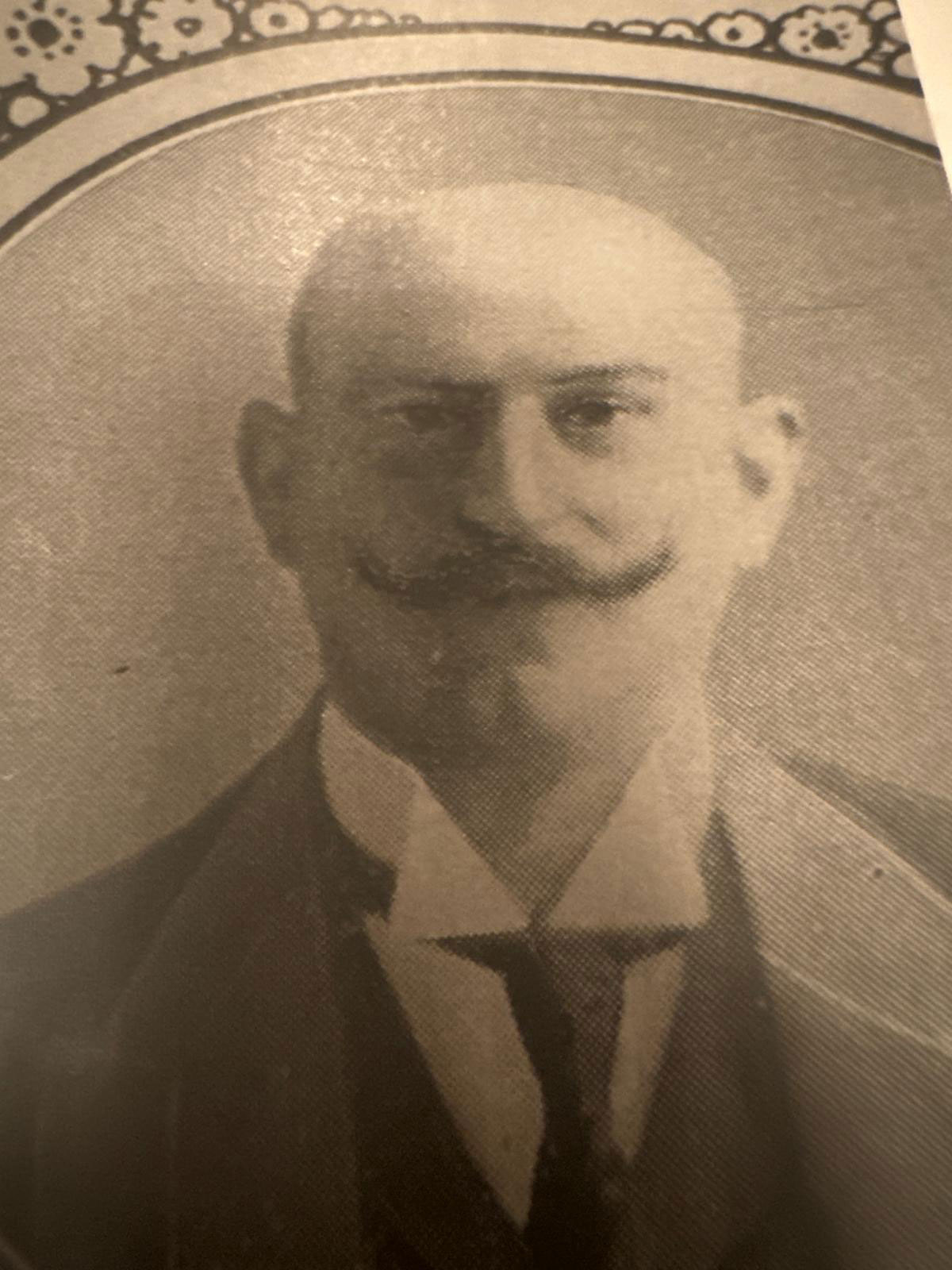
Willy Vobach

Willy Vobach (* 19. Juni 1867 in Storchennest-Lissa, Provinz Posen; † 25. Dezember 1936 in Wiesbaden), mit vollem Namen Wilhelm Karl Paul Albert Vobach, war ein deutscher Verleger, Unternehmer, Kunstdrucker und Gründer des Verlags W. Vobach & Co., der ab 1898 in Berlin und Leipzig tätig war. Er gilt als Wegbereiter einer bürgerlich-jüdischen Verlagskultur mit internationaler Ausrichtung und künstlerischem Anspruch.

## Leben und Werk
Willy Vobach entstammte einer traditionsreichen, jüdisch geprägten Familie mit Wurzeln in Potsdam, Berlin und Lissa (Posen). Er begann seine verlegerische Tätigkeit im späten 19. Jahrhundert zunächst in Berlin und entwickelte früh ein Interesse an Familienbildung, Kunstvermittlung und Kunstdruck.
Im Jahr 1898 gründete er den Verlag W. Vobach & Co., der auf künstlerisch gestaltete Zeitschriften, Familienratgeber und Bildbände spezialisiert war. Bereits im Gründungsjahr trat Oscar de Liagre, ein Unternehmer aus einer belgisch-französischen Familie, als strategischer Partner in das Unternehmen ein.
Die Partnerschaft mit de Liagre ermöglichte die rasche internationale Ausweitung des Verlags nach Wien, Zürich, Paris, Rotterdam und New York. 1908 wurde der Verlag durch Alfred de Liagre, den Vater von Oskar, offiziell im Handelsregister von New York City eingetragen – ein seltener Schritt für deutsche Verlage dieser Zeit.
Willy Vobach erhielt 1914 den Königlich Preußischen Kronen-Orden 4. Klasse, verliehen durch Kaiser Wilhelm II., in Anerkennung seiner kulturellen Verdienste, insbesondere auf dem Gebiet des Kunstdrucks.

## Gesellschaftliches Engagement
Vobach war nicht nur als Verleger aktiv, sondern auch künstlerisch und pädagogisch engagiert. Zahlreiche Zeitschriften und Buchreihen seines Hauses richteten sich an ein breites Publikum, insbesondere an Frauen, Kinder und bildungsbürgerliche Haushalte. Die Kindergarderobe, der Familienratgeber, aber auch Bildbände mit Repliken nach Werken von Künstlern wie Magnus Mogensen fanden breite Verbreitung.
Er unterhielt Kontakte zu zahlreichen Künstlern, Mäzenen und Unternehmerfamilien seiner Zeit – darunter die Familien Friedländer, Samson, Borel, Landefeld, Weidenmüller und de Liagre.

## Verlegerisches Wirken Verlag W. Vobach & Co.

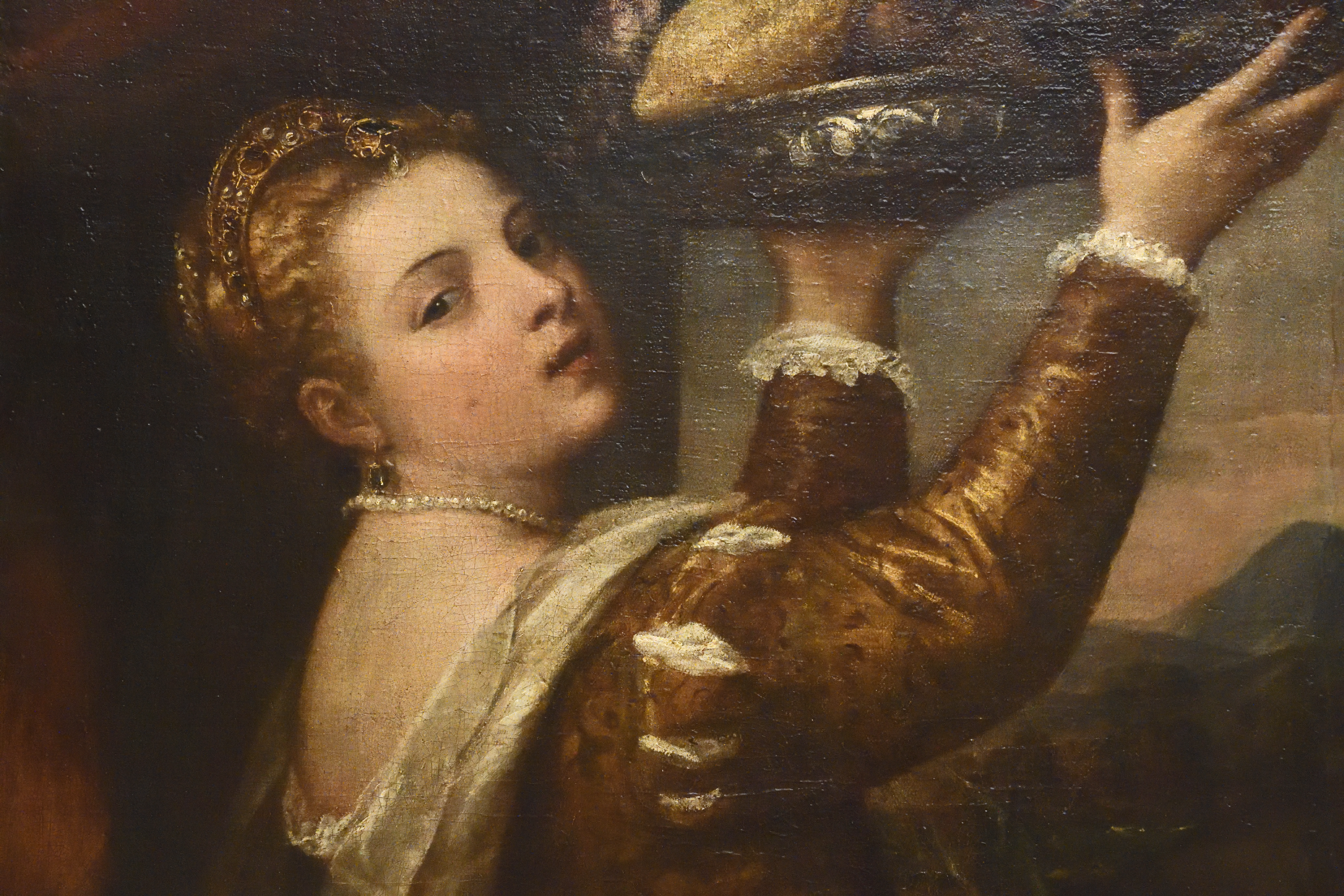
Mädchen mit Früchteteller von Tizian (Gemäldegalerie, Berlin)

Willy Vobach gründete den Verlag W. Vobach & Co. mit dem Ziel, hochwertige Kunstdrucke und kulturpädagogische Zeitschriften zu veröffentlichen. Der Verlag spezialisierte sich auf Reproduktionen klassischer Kunstwerke und entwickelte sich rasch zu einer der angesehensten Adressen Europas. Besonders bekannt wurde er durch kunstvolle Repliken von Werken wie:
- Die Sixtinische Madonna (nach Raffael)

- Das Abendmahl (nach Leonardo da Vinci)

- Lavinia mit dem silbernen Pokal (nach Tizian)

Die Repliken – u. a. von Magnus Mogensen gefertigt – wurden 1914 auf der BUGRA Leipzig mit der Goldmedaille ausgezeichnet.
Auch pädagogische Zeitschriften wie Vobachs Kindergarderobe oder Die Aula prägten das verlegerische Profil. Der Verlag arbeitete mit jüdischen Vertriebsstellen wie Josef Rubinstein (Wien) und W. Vobach & Co., Limmatquai 34 (Zürich) zusammen – ein Hinweis auf die bewusst jüdisch geprägte Distributionsstruktur.

## Oskar de Liagre – Der strategische Partner Willy Vobachs
Oscar de Liagre war eine der entscheidenden Persönlichkeiten hinter dem wirtschaftlichen und internationalen Erfolg des Verlags W. Vobach & Co., der im Jahr 1898 gegründet wurde.
Biografische Einordnung
Geboren um 1870, entstammte Oskar de Liagre einer wohlhabenden und gut vernetzten belgisch-französischen Familie. Sein Vater, Alfred de Liagre, war Diplomat Investor mit engen Verbindungen zu wirtschaftlichen, gesellschaftlichen und diplomatischen Kreisen in Mitteleuropa.
Partnerschaft mit Willy Vobach
Im Jahr 1898 trat Oscar de Liagre in das von Willy Vobach gegründete Verlagshaus ein. Vobach hatte sich bereits als Kunstverleger und Pädagoge etabliert. De Liagre brachte Kapital, Kontakte und unternehmerische Erfahrung mit. Gemeinsam entwickelten sie den Verlag zu einem international tätigen Unternehmen mit Schwerpunkten in Bildung, Kunst und Familienzeitschriften.
Internationale Ausrichtung
Dank der Familie de Liagre expandierte W. Vobach & Co. frühzeitig ins Ausland. Bereits 1908 meldete Alfred de Liagre den Verlag in New York offiziell im Handelsregister an. Weitere Standorte entstanden in Wien, Zürich, Rotterdam und Paris. Diese Internationalität war damals eine Besonderheit und verdankte sich dem strategischen Denken Oskar de Liagres.
Gesellschaftliche Stellung
Die Familie de Liagre war nicht nur ökonomisch erfolgreich, sondern auch gesellschaftlich hoch angesehen. Einladung zur Silberhochzeit von König Albert von Sachsen und Königin Carola im Juli 1897 belegen ihren Rang innerhalb der europäischen Elite.
Vermächtnis
Oskar de Liagre prägte das verlegerische Konzept von W. Vobach & Co. entscheidend mit. Seine Rolle ging über die eines Kapitalgebers hinaus – er war Mitgestalter einer europäischen Bildungsidee. Ohne ihn hätte der Verlag seine internationale Reichweite nicht in diesem Maße entfalten können. Seine Geschichte steht exemplarisch für die Kraft jüdisch-frankophoner Unternehmerfamilien in der deutschen Verlagslandschaft vor 1933.

## Verlag W. Vobach & Co.

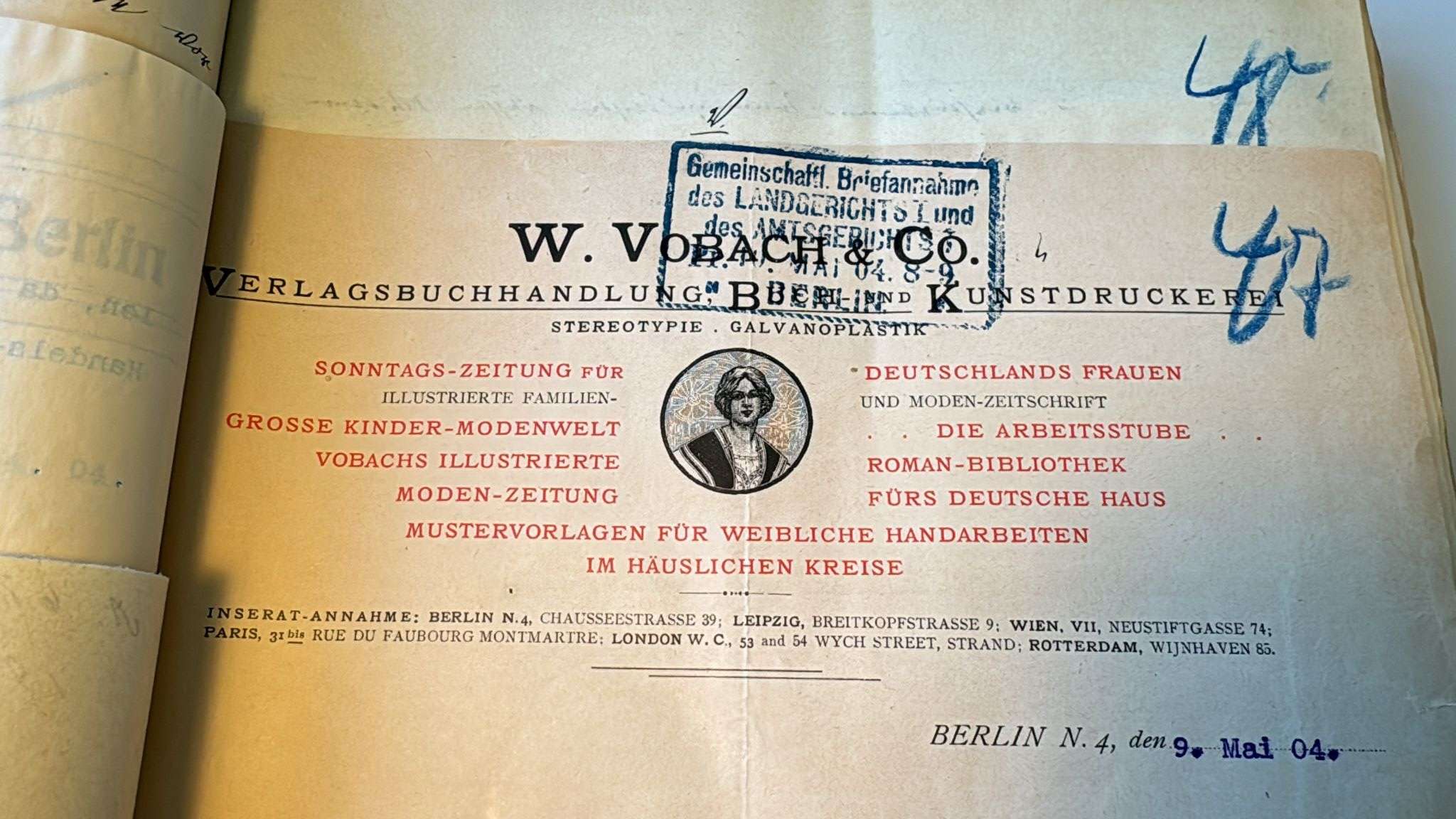
Korrespondenz Sitz: Breitkopfstraße 9

Der von Willy Vobach geleitete Kunstverlag firmierte unter dem Namen W. Vobach & Co. / Schönlein Union Deutsche Verlagsgesellschaft. Der Verlag war zwischen 1866 und 1945 aktiv. Die offizielle Anerkennung als Verleger ist durch ein Heimatschein-Dokument von 1863 für seinen Vater Karl-August Vobach belegt. Willy Vobach gründete seinen Verlag zunächst mit Sitz in Berlin und Leipzig. Ab 1897 firmierte er als W. Vobach & Co., mit einer späteren internationalen Expansion nach Wien, Zürich, Paris, London und – ab 1908 – auch mit dem eingetragenen Namen W. Vobach & Company in New York. Die Gesellschaft war dort amtsmäßig im Handelsregister registriert.

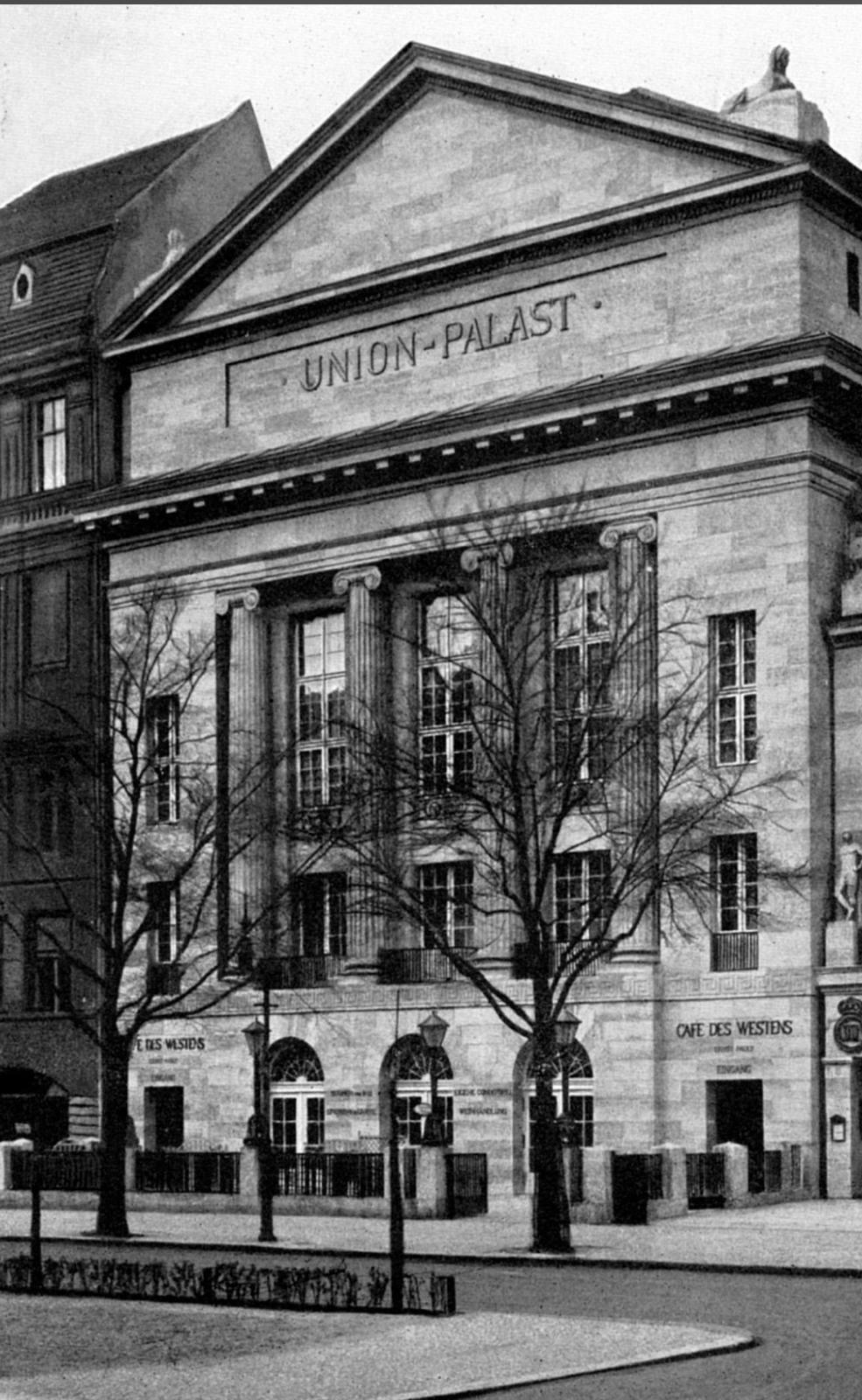
Union Palast 1866–1944

Ein zentraler Standort war ab 1910 die Adresse Kurfürstendamm 137 sowie der Unionpalast, später Haus Wien in Berlin. Diese Immobilie war nachweislich im Besitz der Familie Vobach und diente sowohl als Verlagssitz wie auch als Zentrum der gesellschaftlichen Repräsentation.

## Verlagsprogramm und kulturelles Wirken
Der Verlag spezialisierte sich auf:
- Kunstpostkarten und hochwertige Reproduktionen (u. a. nach Werken von Magnus Mogensen),
- Modezeitschriften wie Vobachs Kindergarderobe,
- Bücher[19]
- Ratgeber[20]
- Schnittmusterverlage für bürgerliche Haushalte,
- Familienversicherungsmodelle (Vobach Familienhilfe),[5]
- internationale Vertriebspartnerschaften mit jüdischen Firmen wie Josef Rubinstein (Wien) und W. Vobach & Co., Zürich, Limmatquai 34.[21]

Der unternehmerische Erfolg beruhte auf einem Netzwerk jüdischer Händler und Redakteure in Europa. Ab 1908 wurde Oscar de Liagre (Wien, später Leipzig) als Gesellschafter aufgenommen. Dessen Familie hatte weitreichende Kontakte in Paris und New York, wo auch der Vater lebte. Damit war W. Vobach & Co. einer der ersten jüdischen Verlage mit systematischer transatlantischer Präsenz.

## Verlagsschwerpunkte

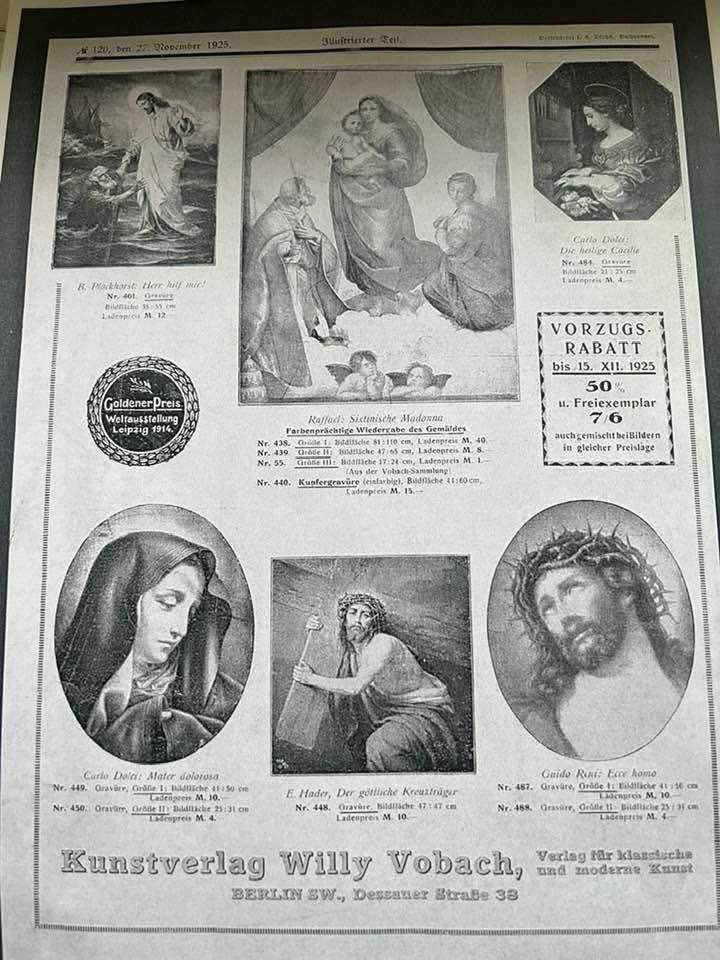
Sixtinische Madonna

Der Verlag spezialisierte sich auf Kunstdrucke nach Werken der alten Meister (z. B. Raffael, Leonardo da Vinci), überhöhte Repliken für museale und private Sammlungen sowie kunsttechnisch optimierte Druckvorlagen für gehobene Innenausstattung. Besonders bekannt wurde die Zusammenarbeit mit dem norwegisch-schweizerischen Künstler Magnus Mogensen. Zu den verbreiteten Werken zählten die Sixtinische Madonna, Das Abendmahl und Lavinia mit der Silberschale.

## Internationale Standorte
W. Vobach & Co. unterhielt feste Niederlassungen und Vertriebskontakte in mehreren europäischen Städten.
Die wichtigsten Adressen waren:

### Deutschland
Berlin:
- Schwäbische Straße 15,
- Dessauer Straße 23,
- Friedrichstraße 31,
- Friedrichstraße 240/241,
- Dorotheenstraße 35,
- Argentinische Allee 1 (1912–1914)

Leipzig:
- Breitkopfstraße 9,
- Breitkopfstraße 25,
- Gottschedstraße 17–19,

Niederländisches Haus in Leipzig 1903

- Nikolaistraße 10 (im eigenen Hause),
- Talstraße 11,
- Georgiring 5c,
- Augustusplatz 8,
- Johannesgasse 2

### Österreich
Wien: Wien II., Aspernbrückengasse 3,
Salomon Rubinstein und sein Bruder Josef Rubinstein führten zusammen eine Musikalienhandlung samt Antiquariat. Ab 1923 führte Margarete Angel, geb. Rubinstein unter gleichem Namen das Geschäft weiter.

### Schweiz
Zürich:
(in Verbindung mit der Société de Construction de Neuchâtel)

### Frankreich
Rue du Faubourg Montmartre

### Niederlande
Rotterdam: Wijnha Ven 85, temporäre Kooperation

## Eigentum
- Gut Liebenberg in Kienbaum-Grünheide (heute Paralympisches Zentrum): von 1917 bis 1925 im Besitz von W. Vobach & Co.
- Eine Bomben-, Waffen- und Munitionsfabrik wurde während des zweiten Weltkriegs auf dem Gelände errichtet und bis 1945 betrieben.[23]
- Villa Achterkerke in Heringsdorf: Wohnsitz Willy Vobachs von 1927 bis 1932.
- Mit dem Aufstieg des Nationalsozialismus ab 1929 begannen erste strukturelle Eingriffe in das jüdische Eigentum des Unternehmens. Die schrittweise Arisierung des Verlags setzte bereits vor 1933 ein und wurde spätestens mit dem Tod Vobachs 1936 und der vollständigen Übernahme durch NS-nahe Treuhänder abgeschlossen.[23]

## Ehrungen
Im Oktober 1918 wurde Willy Vobach durch einen Erlass von Kaiser Wilhelm II. mit dem Kronen-Orden 4. Klasse ausgezeichnet – für seine Verdienste um die künstlerisch-kulturelle Bildung des deutschen Bürgertums.

## Familie und Vermächtnis
Die Familie Vobach gehörte zur bürgerlich-jüdischen Oberschicht des 19. Jahrhunderts mit Herkunftszweigen in Potsdam, Berlin, Neuchâtel und Genf. Willy Vobach war über seine Mutter Adèle Sophie Borel direkter Nachkomme der jüdisch geprägten Familien Borel und Grandjean. Die Borel-Familie war Teil der jüdischen Bourgeoisie von Neuchâtel, während die Grandjeans eng mit der Genfer Bildungselite und Aufklärung verbunden waren.
Die väterliche Linie weist über Christian Friedrich Vobach mehrere jüdische Herkunftslinien auf. Seine Frau, Therese Matthes, stammte aus der jüdischen Matthes-Linie, die im 18. und 19. Jahrhundert in Potsdam ansässig war. Auch die Familie Landefeld (verheiratet mit Christian Friedrichs Vater) wird in mehreren Quellen als jüdisch bezeichnet. Zudem liegt eine dokumentierte Verbindung zur Familie von Rose vor, die in der NS-Zeit besonders sorgfältig überprüft wurde – ebenfalls mit dem Verdacht jüdischer Abstammung.
Diese Linien – Borel, Matthes, Landefeld und von Rose – bilden gemeinsam das genealogische Fundament der Familie Vobach. Ihre jüdische Herkunft wurde während des Nationalsozialismus teilweise verschleiert oder durch Ahnennachweise widerlegt – teils jedoch auch bestätigt. Ein Enkel Willy Vobachs, Karl Gerhard Vobach (* 1. November 1902), unternahm im Sommer 1929 im Alter von 26 Jahren eine außergewöhnliche Nordlandreise nach Norwegen, Schweden und Finnland. Diese Reise, durch familiäre Mittel ermöglicht, war Ausdruck der gesellschaftlichen Stellung und des kulturellen Horizonts der Familie. Es ist denkbar, dass die Erkundung auch marktstrategisch gedacht war – etwa als Vorbereitung für einen skandinavischen Vertriebszweig des Verlags. Die Familie gehörte zur kunstsinnigen, liberalen jüdischen Oberschicht, geprägt von Musik, Bildung und internationaler Vernetzung.
Die Urenkelin Manuela Vobach setzt sich heute für die vollständige Aufklärung der Enteignung, die historische Würdigung des Verlags und die erinnerungskulturelle Einordnung ein. Dabei werden alle familiären, juristischen und unternehmerischen Spuren dokumentiert und in Zusammenarbeit mit Archiven und Institutionen aufgearbeitet.

## Tod und Nachwirkung
Willy Vobach, der Gründer des Verlags W. Vobach & Co., verstarb am 25. Dezember 1936 in Berlin. Nach seinem Tod geriet das Unternehmen zunehmend unter die Kontrolle seiner nicht-jüdischen Mitgesellschafter. Zu diesen gehörte Kurt Herrmann, der später Mitglied der NSDAP wurde.
Im Jahr 1937 gründete Kurt Herrmann den Universalverlag W. Vobach & Co. – Bernhard Meyer – Curt Hamel, indem er die drei Leipziger Verlage zusammenlegte. Die vollständige Enteignung der jüdischen Anteile an dem Verlag vollzog sich schrittweise und war spätestens 1940 abgeschlossen. Diese Enteignungen erfolgten ohne geregelte Entschädigung der ursprünglichen Eigentümer.
Heute wird die Geschichte des Verlags W. Vobach & Co. im Kontext der NS-bedingten Vermögensentziehungen, auch bekannt als Arisierung, historisch neu bewertet. Trotz der Umstände seiner späteren Geschichte bleibt die ursprüngliche Verlagsvision – die Förderung von Bildung, Kunst und dem europäischen Gedanken – als bedeutender Beitrag zur jüdisch-deutschen Kulturgeschichte relevant.

## Gestapo-Akte und Tod
Im Oktober 1936 wurde im Hessischen Hauptstaatsarchiv eine Gestapo-Akte Gestapo zu Willy Vobach angelegt. Der Eintrag erwähnt eine staatskritische Äußerung, die Vobach gegenüber einer Bekannten gemacht haben soll. Nur zwei Monate später verstarb Vobach unter bis heute nicht vollständig geklärten Umständen. Die Akte ist ein Hinweis auf die zunehmende Repression gegenüber jüdischen Intellektuellen im Vorfeld der systematischen Enteignungen durch das NS-Regime.